# Walenty Czerkawski
Walenty Czerkawski (1846 - 20 lipca 1935) – powstaniec z 1863, poeta, podpułkownik wojsk carskich.

## Życiorys
Urodził się 14 lutego 1846 w Cekowie w powiecie kaliskim. Był synem Wojciecha (1800-1875) i Nepomuceny z Biedzińskich. Został wychowany w duchu patriotycznym i wojskowym, ojciec, który w młodości walczył w powstaniu listopadowym, szkolił go w szermierce, strzelectwie i jeździe konnej. Uczył się rolnictwa w majątku ziemskim Romana Rodalińskiego.

W 1863, po wybuchu powstania styczniowego razem ze starszym bratem Józefem wstąpił do oddziału Parczewskiego. Po rozbiciu przez Rosjan tej partii powstańczej w lasach parzymieskich, został żołnierzem jazdy kaliskiej Taczanowskiego.
Brał udział w starciach z wojskami rosyjskimi: pod Lądem, Turkiem, Poprężnikami, Sędziejowicami i Borownem. W bitwie pod Kruszyną został ranny i wzięty do niewoli. Deportowano go w głąb Rosji i karnie wcielono do armii carskiej. W 1877 walczył na Bałkanach w wojnie rosyjsko-tureckiej, następnie został przeniesiony do twierdzy Kiercz-Jenikole na Krymie. W 1879 ukończył szkołę oficerską w Odessie. W wojsku rosyjskim służył do 1902, w stan spoczynku odszedł w randze podpułkownika, w czasie służby wojskowej został odznaczony Orderem Św. Stanisława III klasy i Orderem Świętej Anny III klasy. Otrzymał także brązowy i srebrny medal za wojnę z Turcją.
Ożenił się z wdową po swoim młodszym bracie, jego dzieci wychowywał zgodnie z tradycjami rodzinnymi i narodowymi. Mieszkał w okolicach Kudaku na Ukrainie. Do Polski wrócił w 1920, osiedlił się w Poznaniu.
Miał zdolności literackie, pisywał wiersze i poematy o tematyce patriotycznej i obyczajowej, niektóre z nich ukazały się na łamach gazet poznańskich. Publikował też obszerne fragmenty swoich pamiętników. W 1924 został odznaczony Krzyżem Walecznych za udział w powstaniu styczniowym. 28 stycznia 1934 z okazji 71 rocznicy wybuchu powstania styczniowego poznański tygodnik Jlustarcja Polska zamieścił na swoich łamach fotografię, życiorys i dwa wiersze Czerkawskiego.

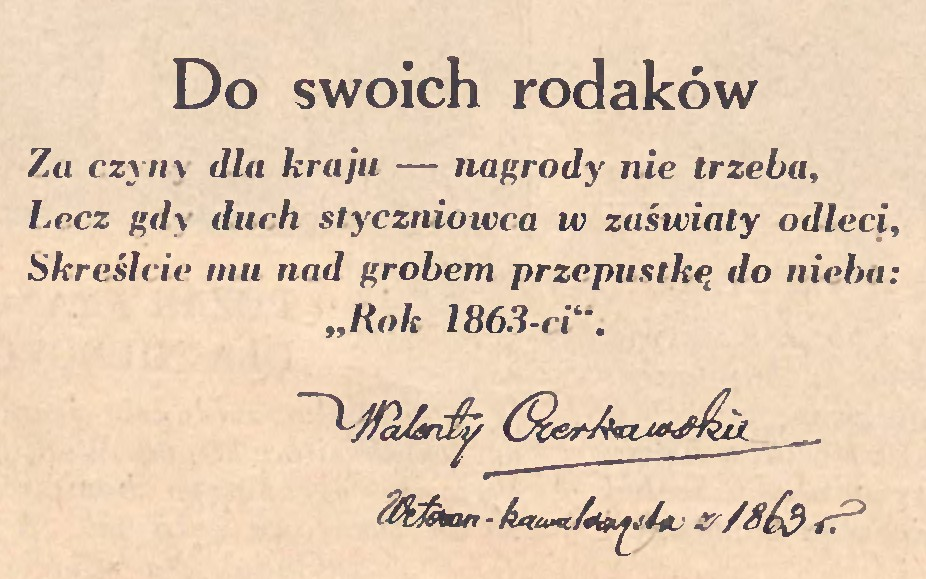

Zmarł 20 lipca 1935 w Poznaniu.